# Weiqiu
Weiqiu (kinesiska: 魏邱, 魏邱乡) är en socken i Kina. Den ligger i provinsen Henan, i den centrala delen av landet, omkring 79 kilometer nordost om provinshuvudstaden Zhengzhou.
Genomsnittlig årsnederbörd är 655 millimeter. Den regnigaste månaden är juli, med i genomsnitt 196 mm nederbörd, och den torraste är januari, med 3 mm nederbörd.